# Mother/Android
Mother/Android, también conocida en español como Madre/Androide, es una película de suspenso y ciencia ficción posapocalíptica de 2021, escrita y dirigida por Mattson Tomlin en su debut como director. La película es protagonizada por Chloë Grace Moretz, Algee Smith y Raúl Castillo.
Mother/Android se estrenó el 17 de diciembre de 2021 en Hulu.

## Reparto
- Chloë Grace Moretz como Georgia
- Algee Smith como Sam
- Raúl Castillo como Arthur
- Linnea Gardner como Sarah
- Kiara Pichardo como Lisa
- Oscar Wahlberg como Derrick
- Christian Mallen como Kevin
- Jared Reinfeldt como Connor
- Liam McNeill como Daniel (como Liam McNeil)
- Stephen Thorne como Eli
- Jon F. Merz como Mr Olsen (como Jon F Merz)
- Tamara Hickey como la Sra. Olsen
- Jason Bowen como teniente de Boston
- Hana Kim como oficial coreana
- Benz Ternera como patrulla
- Will Lyman como Capitán
- Owen Burke como oficial Norton
- Kate Avallone como la doctora Howe

## Producción
En septiembre de 2020, Chloë Grace Moretz, Algee Smith y Raúl Castillo se unieron al elenco de la película, con Mattson Tomlin dirigiendo a partir de un guion que él escribió, con Matt Reeves y Bill Block listos para producir la película, a través de 6th and Idaho Productions y Miramax, respectivamente.

### Rodaje
La fotografía principal comenzó en septiembre de 2020.

## Estreno
El 10 de marzo de 2021, Hulu adquirió los derechos de distribución de la película en Estados Unidos. Fue estrenada el 17 de diciembre de 2021. Netflix adquirió los derechos de transmisión internacional de la película para estrenarla en todas las demás regiones el 7 de enero de 2022.